# ТОНИС
«Тонис» (стилизованное название: Tonis; от ТОНИС — Творческое объединение новых информационных систем) — украинский телеканал, работавший с 1989 по 2017 год.

## История телеканала
Телеканал «Тонис» был создан в 1989 году Владимиром Иваненко с центральным офисом в Николаеве. Он получил лицензию на трансляцию передач спутникового канала «Worldnet». В 1992 году главный офис телеканала переместился в Киев, канал автоматически начал вещание в Киеве. Одновременно началось экспериментальное спутниковое вещание в рамках проекта «Славянский канал». «Тонис» получил право на вещание в 12-ти областях Украины, включая Харьков и Киев, а в период с 1997 по 2000 год — на всей территории Украины с использованием всех видов сигнала.
С марта 2002 года «Тонис» начал вещание в обновлённом формате. В июне 2003 года новая команда телеканала поставила перед собой цель вывести канал во второй эшелон украинского телепространства. Были созданы подразделения маркетинга, рекламы и PR, разработана концепция собственного производства, улучшена политика регионального развития.
В 2005-2006 годах «Тонис» значительно увеличил объём вещания и покрытия в областях Украины. Потенциальная аудитория телеканала составляет 18 миллионов зрителей в 230 населённых пунктах Украины.
1 декабря 2011 года телеканал «Тонис» перешёл на формат высокой чёткости — HD (в спутниковой версии), а также сменил концепцию, став социальным телеканалом.
24 августа 2017 года телеканал «Тонис» был заменён на информационный телеканал «Прямой».

## Логотип
Телеканал «Тонис» сменил 6 логотипов. С 1992 по 2004 год стоял в правом нижнем углу. С 2004 по 2017 год стоял в левом верхнем углу.
- С 1 января 1992 по 31 декабря 1995 года логотип представлял собой два квадрата, один белый, другой розовый, повёрнутый на 45 градусов, поверх них буква «Т» и логотип был непрозрачным. Находился в правом нижнем углу.
- Со 1 января 1996 по 2 января 2000 года логотип представлял из себя глобус, на ней написано слово «ТОНІС» белого цвета. Находился там же.
- С 3 января 2000 по 3 января 2004 года логотип представлял собой тёмно-красный квадрат с буквой «Т» белого цвета. Находился там же.
- С 4 января 2004 по 4 января 2008 года логотип представлял собой букву «Т» белого цвета в прозрачном квадрате с белой окантовкой. Находился в левом верхнем углу.
- С 5 января 2008 по 30 ноября 2011 года логотип представлял собой зелёную полосу, на ней написано слово «ТОНІС» белого цвета. Находился там же.
- С 1 декабря 2011 по 24 августа 2017 года в связи со сменой формата вещания (на HD) логотип был выполнен в зелёных тонах и слово «TONIS» состоял из латинских букв. Находился там же.

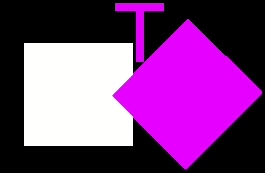
Первый логотип телеканала «Тонис» с 1 января 1992 по 31 декабря 1995 года.
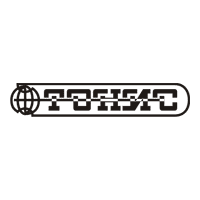
Второй логотип телеканала «Тонис» со 1 января 1996 по 2 января 2000 года.
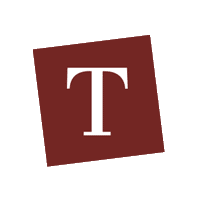
Третий логотип телеканала «Тонис» с 3 января 2000 по 3 января 2004 года.
Четвёртый логотип телеканала «Тонис» с 4 января 2004 по 4 января 2008 года.
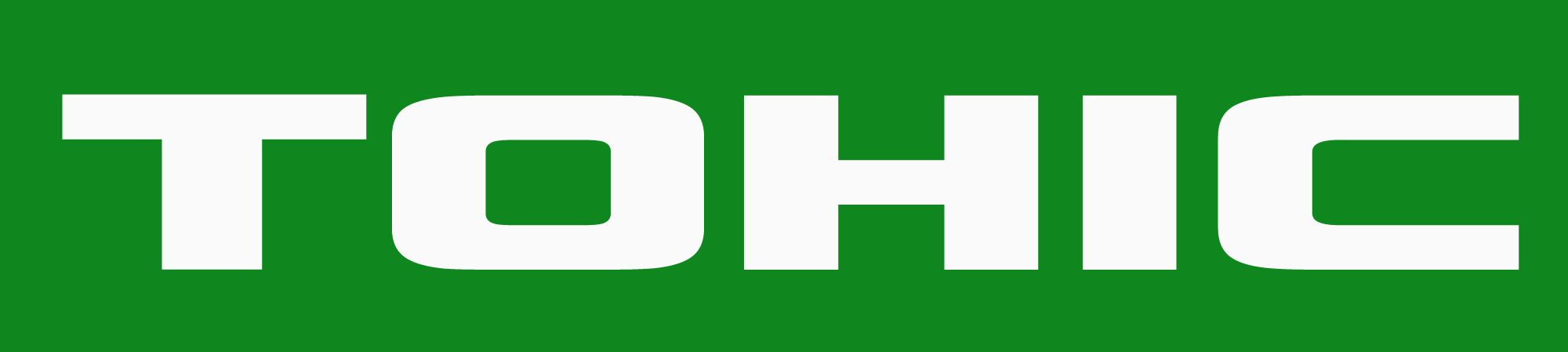
Пятый логотип телеканала «Тонис» с 5 января 2008 года по 30 ноября 2011 года.
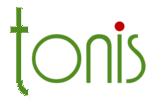
Шестой логотип телеканала «Тонис» с 1 декабря 2011 по 24 августа 2017 года.

## Параметры спутникового вещания
| Спутник | Орбитальная позиция | Частота   | Поляризация    | Символьная скорость | FEC |
| ------- | ------------------- | --------- | -------------- | ------------------- | --- |
| AMOS-3  | 4° западной долготы | 11175 MHz | горизонтальная | 30000 Mb/s          | 3/4 |

## Факты
- В 2011 году часы были на зелёном фоне, без циферблата. Слева находилась Земля, в верхнем правом углу показаны секунды до новостей (то же самое находилось на зелёном фоне, но чуть бледнее).
- ТОНИС — это аббревиатура:
  - Творческое объединение новых информационных систем (укр. Творче Об'єднання Нових Інформаційних Систем);
  - Твой объективный надёжный информированный собеседник (укр. Твій Об'єктивний Надійний Інформований Співрозмовник).

## Программы телеканала «Тонис»
- «Чиз» (1991—1993)
- «Социальный пульс» (ранее — «Тонис-Информ» и «24 часа»)
- «Социальный статус»
- «Страна советов»
- «Алло, доктор!»
- «Ронин»
- «Кинофан»
- «Ежедневник для родителей»
- «Будь в курсе!»
- «Цивилизация Incognita»
- «Светские хроники»
- «В гостях у Дмитрия Гордона»
- «Выходной, после полуночи»

### Аниме сериалы
- Чобиты[3]
- Рубаки[4][5]
- Агент Наджика[6]
- Школа убийц[7]
- Хеллсинг: война с нечистью[8]
- Евангелион
- Призрак в доспехах: Синдром Одиночки
- Призрак в доспехах: Синдром Одиночки 2nd GIG

### Полнометражные анимационные фильмы
- Парящий на ветру[9]
- Фантастические дни[10]
- Страна фантазий[11]

## Награды
- International Gold Medal Award (2003) — за качество и эффективность
- Лауреаты Всеукраинского ежегодного конкурса средств массовой информации «Золотое перо»: программы «Мастер-класс» (2005) и «Светские хроники» (2006), цикл документальных фильмов о роли украинцев во второй мировой войне «Цена победы» (2007)
- В 2005 году звание «Заслуженный журналист Украины» получили журналисты телеканала Дмитрий Тузов и Олесь Чередниченко